# أركاري أسود الرقبة
أركاري أسود الرقبة أو برزبان أسود الرقبة (الاسم العلمي: Pteroglossus aracari) (بالإنجليزية: Black-necked Aracari)‏ هو نوع من الطيور يتبع جنس الأركاري من الفصيلة الطوقانية.